# Škrljevo (Bakar)
Pour les articles homonymes, voir Škrljevo.
Škrljevo est une localité de Croatie située dans la municipalité de Bakar, dans le comitat de Primorje-Gorski Kotar. En 2001, la localité comptait 1 153 habitants.

## Démographie
| 1948 | 1953 | 1961 | 1971 | 1981  | 1991  | 2001  |
| ---- | ---- | ---- | ---- | ----- | ----- | ----- |
| 745  | 731  | 906  | 955  | 1 088 | 1 127 | 1 153 |